# 台州市域铁路S2线
台州市域铁路S2线，又称台州轨道交通S2线，是位于浙江省台州市境内一条通勤铁路，它连接了台州西站、台州站等重要交通枢纽，并自西向东连接了黄岩区、椒江区和台州湾新区，并可与S1线在台州火车站进行换乘。
S2线一期工程（北洋-方特）全长66.57km（含出入段线3.5km），其中地下线长度18.45km，山岭隧道长度3.36km，高架线长度42.79km，地面线1.39km，地下线占比27.95%。设站22座，其中地下站7座，高架站14座（其中含预留高架站车埭站和大路线站），地面站1座（台州西站）；于台州站设S1线与S2线的联络线，联络线长1.075km，分别于北洋镇设北洋停车场、台州湾新区设滨海车辆段，控制中心与线网其他线路合建。

## 车站
2021年8月，S2线一期线路图公示，22个暂定站点公布。
2022年4月，S2线黄岩段10座车站命名征求意见。

### 车站列表
| 线路阶段名称 | 快车 | 站名       | 所在地     | 车站及站台形式 | 换乘线路 | 开通日期     | 车站等级 |
| ------------ | ---- | ---------- | ---------- | -------------- | -------- | ------------ | -------- |
| 一期         | ●    | 北洋       | 黄岩区     | 高架侧式站台   | 不适用   | 预计2027年底 | 普通站   |
| 一期         | ｜   | 头陀       | 黄岩区     | 高架侧式站台   | 不适用   | 预计2027年底 | 普通站   |
| 一期         | ｜   | 前洋       | 黄岩区     | 高架侧式站台   | 不适用   | 预计2027年底 | 越行站   |
| 一期         | ｜   | 新前       | 黄岩区     | 高架侧式站台   | 不适用   | 预计2027年底 | 普通站   |
| 一期         | ●    | 黄岩       | 黄岩区     | 地下岛式站台   | 不适用   | 预计2027年底 | 普通站   |
| 一期         | ｜   | 桔乡大道   | 黄岩区     | 地下岛式站台   | 不适用   | 预计2027年底 | 普通站   |
| 一期         | ●    | 台州西站   | 黄岩区     | 地面岛式站台   | 不适用   | 预计2027年底 | 普通站   |
| 一期         | ●    | 车埭       | 临海市     | 高架侧式站台   | S3线     | 预计2030年底 | 普通站   |
| 一期         | ｜   | 江口       | 黄岩区     | 高架侧式站台   | 不适用   | 预计2027年底 | 普通站   |
| 一期         | ｜   | 内环路     | 黄岩区     | 高架侧式站台   | 不适用   | 预计2027年底 | 越行站   |
| 一期         | ●    | 台州火车站 | 椒江区     | 地下岛式站台   | S1线     | 预计2027年底 | 普通站   |
| 一期         | ｜   | 台州学院   | 椒江区     | 地下岛式站台   | 不适用   | 预计2027年底 | 普通站   |
| 一期         | ●    | 市民广场   | 椒江区     | 地下岛式站台   | 不适用   | 预计2027年底 | 普通站   |
| 一期         | ｜   | 东环大道   | 椒江区     | 地下岛式站台   | 不适用   | 预计2027年底 | 普通站   |
| 一期         | ●    | 机东路     | 椒江区     | 地下岛式站台   | S4线     | 预计2027年底 | 普通站   |
| 一期         | ●    | 椒江八中   | 椒江区     | 高架侧式站台   | 不适用   | 预计2027年底 | 普通站   |
| 一期         | ｜   | 大路线     | 台州湾新区 | 高架侧式站台   | 不适用   | 预计2030年底 | 普通站   |
| 一期         | ｜   | 海虹大道   | 台州湾新区 | 高架侧式站台   | 不适用   | 预计2027年底 | 越行站   |
| 一期         | ｜   | 绿脉南路   | 台州湾新区 | 高架侧式站台   | 不适用   | 预计2027年底 | 普通站   |
| 一期         | ●    | 滨海集聚区 | 台州湾新区 | 高架侧式站台   | 不适用   | 预计2027年底 | 普通站   |
| 一期         | ●    | 无人机小镇 | 台州湾新区 | 高架侧式站台   | 不适用   | 预计2027年底 | 普通站   |
| 一期         | ｜   | 方特       | 台州湾新区 | 高架侧式站台   | 不适用   | 预计2027年底 | 普通站   |
| 二期         | ｜   | 北港       | 不适用     | 高架侧式站台   | 不适用   | 预计2031年底 | 越行站   |
| 二期         | ｜   | 龙门港     | 不适用     | 高架侧式站台   | 不适用   | 预计2031年底 | 普通站   |
| 二期         | ●    | 松门       | 不适用     | 高架侧式站台   | 不适用   | 预计2031年底 | 普通站   |
| 二期         | ●    | 石塘       | 不适用     | 高架侧式站台   | 不适用   | 预计2031年底 | 普通站   |

### 站內配線與站台形式
| 配線分類 | 2站台2到发线+越行线               | 1岛式站台2到发线                                                                              | 2侧式站台2到發線 |
| 结构图   |                                   |                                                                                               | |
| 采用站   | 前洋站 内环路站 海虹大道站 北港站 | 黄岩站、桔乡大道站、 台州西站站、台州火车站站、 台州学院站、市民广场站、 东环大道站、机东路站 | 北洋站、头陀站、新前站、车埭站 江口站、椒江八中站、大路线站、绿脉南路站 滨海集聚区站、无人机小镇站、方特站、龙门港站 松门站、石塘站 |

## 项目进展

### 规划
2017年2月4日，台州市环保局对台州市域铁路S2线一期（黄岩新前至滨海聚集区无人机小镇段）项目进行环评公示。
2017年3月23日，因北洋至新前段纳入台州市域铁路S2线一期项目，进行环评信息补充公示。
2017年9月4—6日，台州市域铁路S2线一期工程建设规划内容调整评估会在台州市召开。
2022年10月13日，台州市域铁路S2线初步设计通过专家评审。11月16日，S2线环评公示正式对外发布。12月16日，S2线初步设计获浙江省发改委批复。

### 建设
2023年2月21日，市域铁路S2线项目先行段正式开工。